# Geldwirtschaft
Geldwirtschaft ist in einem Wirtschaftssystem das Wirtschaften mit Geld als allgemeinem Zahlungsmittel, das in einer Volkswirtschaft als Geldumlauf kursiert. Pendant ist die Güterwirtschaft.

## Allgemeines
Im Gegensatz zu Naturalwirtschaft und Tauschhandel ist der Tauschakt in einer Geldwirtschaft in zwei unabhängige Kaufakte, Geld gegen Waren und Waren gegen Geld, aufgeteilt. Man spricht auch von Kreditwirtschaft, weil Geld hauptsächlich in Form von Krediten, Kreditgeld, fließt. Ökonomisch werden die Kaufakte in einzelne Transaktionen zerlegt: Während die Geldzahlung des Kaufpreises zum Geldmarkt gerechnet wird, gehört die Transaktion der Güter oder Dienstleistungen zum Gütermarkt. Die hieraus resultierenden Zahlungsströme und Güterströme bilden zusammen den Wirtschaftskreislauf.

## Geschichte
Bereits das römische Reich kannte eine ausgeprägte Geldwirtschaft mit systematischer Münzprägung und Prägerechten, die auch für den römischen Staatshaushalt von Bedeutung war.
In der zweiten Hälfte des 12. Jahrhunderts bis zur Mitte des 14. Jahrhunderts setzte erstmals im nachantiken Europa eine bedeutende Münzproduktion und das Wirtschaften mit Geld – und nicht mehr der Tausch Ware gegen Ware – ein. Auch Bauern produzierten alsbald für den regionalen Markt und brachten ihre Waren gegen Geld an den Kunden.
Im 14. Jahrhundert begann sich der Wechsel durchzusetzen, zunächst im Handel der oberitalienischen Städte. Ein Schuldner verpflichtete sich dabei schriftlich zur Rückzahlung eines Darlehens an einem anderen Ort in einer anderen Währung. Somit hatte er die Möglichkeit, „bargeldlos“ zu zahlen.
Der Wechseltisch (italienisch banca) des lokalen Geldwechslers in Oberitalien gab der heutigen Bank und dem Bankier den Namen. Die Wechsler waren Experten im Erkennen der verschiedenen einheimischen und fremden Währungen, die wegen der Münzhoheit, die Städte und Fürsten in Europa besaßen, sehr zahlreich existierten. Daneben nahmen sie Einlagen auf ein Girokonto (italienisch conto corrente) an, das Privatleute oder Handelsleute bei ihnen eröffnen konnten. Auf mündliche Anweisungen wurden Gelder von Konto zu Konto oder zu anderen Wechslern überwiesen. So konnte der „Bankier“ schließlich – wie heute – Überziehungskredite anbieten und Darlehen an Kaufleute, Handwerker oder den Staat gewähren.
Ebenso begannen wohlhabende Großbauern sowie Kaufleute, Bauern und Handwerker, Geld auf ihre Äcker oder Häuser zu leihen.
Eine Neuerung des 16./17. Jahrhunderts waren öffentliche Banken. Durch die Entdeckung neuer Seewege und das wirtschaftliche und militärische Expansion europäischer Staaten nach Asien, Afrika und Amerika wurden seit Ende des 15. Jahrhunderts die meisten Teile der Erde für den Warenaustausch Europas erschlossen.

## Inhalt
Zur Geldwirtschaft gehört die Finanzwirtschaft mit ihrem gesamten Finanzsystem und seinen Finanzmärkten (Börsen, Devisen-, Geld- und Kapitalmarkt). Aber auch die Realwirtschaft mit ihren Gütermärkten ist Teil der Geldwirtschaft, wenn die Güter oder Dienstleistungen durch die Nachfrager mit Geld bezahlt werden. Die Dichotomisierung von Geld- und Gütermarkt drückt aus, dass eine Geldwirtschaft einer Distinktion von Vermögens- und Gütermarkt bedarf.